# Відкритий чемпіонат Канади із шахів
Відкритий чемпіонат Канади з шахів англ. The Canadian Open Chess Championship — шаховий турнір, який проходить у Канаді починаючи з 1956 року, від 1973-го щорічно, зазвичай у середині літа. Його організатором є Шахова федерація Канади.
Від 1956 до 1970 року породив кожні два роки. Турнір змінює місце проведення всередині країни, за свою 60-річну історію він відбувався в семи провінціях з десяти. Зазвичай проходить за швейцарською системою і складається з 9-ти або 10-ти раундів, зазвичай упродовж 9-ти днів. У турнірі може взяти участь будь-який охочий гравець, від любителя до гросмейстера.
Серед переможців є гравці, які належать до світової еліти. Серед них: Борис Спаський (1971 рік, коли він був чинним чемпіоном світу), Бент Ларсен, Олексій Широв, Василь Іванчук, Віорел Бологан, Артур Юсупов, Бу Сянчжі, Олександр Моїсеєнко, Кевін Спраггетт, Любомир Любоєвич, Ларрі Еванс, Пал Бенко, Вільям Ломбарді, Д'юла Сакс, Ігор Іванов, Волтер Браун, Антоні Майлс, Ларрі Крістіансен, Джоель Бенджамін, Едуардас Розенталіс, Володимир Тукмаков, Джонатан Роусон, Люк Макшейн, Володимир Єпішин, Володимир Маланюк, Пентала Харікрішна, Олександр Шабалов, Найджел Шорт, Ерік Хансен та багато інших провідних гравців.
Перший турнір, який відбувся 1956 року в Монреалі, запам'ятався присутністю 13-річного Боббі Фішера, майбутнього чемпіона світу, який поділив на ньому 8-12 місця. Монреаль 1974 був найбільшим за кількістю учасників дотепер, — 648. Оттава 2007 встановила турнірний рекорд за кількістю гросмейстерів, — 22. канадський гросмейстер Кевін Спраггетт має найбільшу кількість перемог, — 8 (одноосібно або шляхом поділу). Ласло Вітт є автором єдиного абсолютного результату (9-0), якого він досягнув у Оттаві в 1962 році. Марк Блювштейн є наймолодшим дотепер чемпіоном, він здобув титул 2005 року в Едмонтоні, коли йому було 17 років. Деніел Яновський у 54 роки став найстаршим чемпіоном, цього він досягнув 1979 року також в Едмотоні. Торонто приймав турнір найбільшу кількість разів, — 9, Оттава — 7 і Едмонтон — 6.

## Список переможців і місць проведення
| #  | Рік  | Місто        | Переможець                                                                                     |
| -- | ---- | ------------ | ---------------------------------------------------------------------------------------------- |
| 1  | 1956 | Монреаль     | Ларрі Еванс, Вільям Ломбарді                                                                   |
| 2  | 1958 | Вінніпег     | Елод Мачкаші                                                                                   |
| 3  | 1960 | Кіченер      | Ентоні Сейді                                                                                   |
| 4  | 1962 | Оттава       | Ласло Вітт                                                                                     |
| 5  | 1964 | Торонто      | Пал Бенко                                                                                      |
| 6  | 1966 | Кінгстон     | Ларрі Еванс                                                                                    |
| 7  | 1968 | Торонто      | Бент Ларсен                                                                                    |
| 8  | 1970 | Сент-Джонс   | Бент Ларсен                                                                                    |
| 9  | 1971 | Ванкувер     | Борис Спаський, Ганс Реє                                                                       |
| 10 | 1973 | Оттава       | Данкан Саттлз                                                                                  |
| 11 | 1974 | Монреаль     | Любомир Любоєвич                                                                               |
| 12 | 1975 | Калгарі      | Леонід Шамкович                                                                                |
| 13 | 1976 | Торонто      | Нік де Фірміан, Лоуренс Дей                                                                    |
| 14 | 1977 | Фредериктон  | Ян Грін-Кроткі                                                                                 |
| 15 | 1978 | Гамільтон    | Д'юла Сакс                                                                                     |
| 16 | 1979 | Едмонтон     | Деніел Яновський                                                                               |
| 17 | 1980 | Оттава       | Лоуренс Дей                                                                                    |
| 18 | 1981 | Бопор        | Ігор Іванов                                                                                    |
| 19 | 1982 | Ванкувер     | Гордон Тейлор                                                                                  |
| 20 | 1983 | Торонто      | Кевін Спраггетт, Божидар Іванович                                                              |
| 21 | 1984 | Оттава       | Ігор Іванов, Дейв Росс, Бретт Кемпбелл, Деніс Аллан                                            |
| 22 | 1985 | Едмонтон     | Ігор Іванов, Браєн Гартманн                                                                    |
| 23 | 1986 | Вінніпег     | Артур Юсупов, Віктор Купрейчик                                                                 |
| 24 | 1987 | Торонто      | Кевін Спраггетт                                                                                |
| 25 | 1988 | Торонто      | Лоуренс Дей                                                                                    |
| 26 | 1989 | Едмонтон     | Володимир Тукмаков                                                                             |
| 27 | 1990 | Едмундстон   | Георгій Тимошенко                                                                              |
| 28 | 1991 | Віндзор      | Волтер Браун                                                                                   |
| 29 | 1992 | Торонто      | Олексій Барсов, Брайон Ніколофф                                                                |
| 30 | 1993 | Лондон       | Кевін Спраггетт                                                                                |
| 31 | 1994 | Вінніпег     | Володимир Тукмаков                                                                             |
| 32 | 1995 | Торонто      | Кевін Спраггетт, Едуардас Розенталіс, Дін Герготт, Брайон Ніколофф, Рон Лівшиц                 |
| 33 | 1996 | Калгарі      | Кевін Спраггетт                                                                                |
| 34 | 1997 | Вінніпег     | Джуліан Годжсон                                                                                |
| 35 | 1998 | Оттава       | Кевін Спраггетт, Дімітрі Тьомкін, Майкл Оратовскі, Євген Прокопчук                             |
| 36 | 1999 | Ванкувер     | Кевін Спраггетт, Георгій Орлов                                                                 |
| 37 | 2000 | Едмонтон     | Джоель Бенджамін, Кевін Спраггетт, Джонатан Роусон                                             |
| 38 | 2001 | Саквілл      | Антоні Майлс, Ларрі Крістіансен                                                                |
| 39 | 2002 | Монреаль     | Паскаль Шарбонно, Жан Ебер, Жан-Марк Дегрев                                                    |
| 40 | 2003 | Капускейсінг | Олександр Моїсеєнко                                                                            |
| 41 | 2004 | Капускейсінг | Олександр Моїсеєнко, Дімітрі Тьомкін                                                           |
| 42 | 2005 | Едмонтон     | Василь Іванчук, Олексій Широв, Віорел Бологан, Блювштейн Марк Ілліч, Саптарші Рой Човдурі      |
| 43 | 2006 | Кіченер      | Вальтер Аренсібія, Абгіджіт Кунте                                                              |
| 44 | 2007 | Оттава       | Бу Сянчжі                                                                                      |
| 45 | 2008 | Монреаль     | Олександр Моїсеєнко, Віктор Міхалевський, Едуардас Розенталіс, Матьє Корнетт                   |
| 46 | 2009 | Едмонтон     | Блювштейн Марк Ілліч, Едвард Поппер                                                            |
| 47 | 2010 | Торонто      | Люк Макшейн                                                                                    |
| 48 | 2011 | Торонто      | Вальтер Аренсібія, Джоель Бенджамін, Деян Божков                                               |
| 49 | 2012 | Вікторія     | Ерік Хансен                                                                                    |
| 50 | 2013 | Оттава       | Найджел Шорт, Ерік Хансен                                                                      |
| 51 | 2014 | Монреаль     | Сергій Тівяков (в армагеддон на тай-брейку, попереду Робіна ван Кампена і Ехсана Гаема Магамі) |